# A Beautiful Time
| Совокупная оценка | Совокупная оценка |
| Источник          | Оценка            |
| ----------------- | ----------------- |
| Metacritic        | 84/100            |
| Оценки критиков   |                   |
| Источник          | Оценка            |
| AllMusic          | [ 2 ]             |
| The Arts Desk     | [ 3 ]             |

A Beautiful Time — 72-й студийный альбом американского кантри-музыканта Вилли Нельсона (в момент выхода ему исполнилось 89 года), изданный 29 апреля 2022 года на студии Legacy Recordings. Альбом, спродюсированный Buddy Cannon, включает оригинальные песни Нельсона, а также каверы на the Beatles и Леонарда Коэна.
10 февраля 2022 года Нельсон выпустил сингл «I’ll Love You Till the Day I Die», написанный Крисом Стэплтоном и Родни Кроуэллом.
Альбом A Beautiful Time получил премию «Грэмми» в номинации «Лучший альбом в стиле кантри» на 65-й ежегодной церемонии, прошедшей 5 февраля 2023 года. Также Нельсон получил награду в категории Лучшее сольное кантри-исполнение за песню «Live Forever». Кроме того, лид-сингл «I’ll Love You Till the Day I Die» был номинирован в категории «Лучшая кантри-песня» той же премии.

## Отзывы
Альбом получил положительные отзывы музыкальной критики и интернет-изданий (Metacritic). Стивен Томас Эрлевайн из AllMusic похвалил пластинку за «заслуженную мудрость и ироничный юмор», заключив, что «это всё ещё чудо слышать, как он находит поддержку и сюрпризы в своей музыке». Лиз Томсон из The Arts Desk назвала альбом «классическим Нельсоном», в то время как журнал No Depression похвалил вокал Нельсона и игру на гитаре и вынес свой вердикт, что это «восхитительный альбом от начала до конца».

## Список композиций
| №   | Название                                  | Автор(ы)                                       | Длительность |
| --- | ----------------------------------------- | ---------------------------------------------- | ------------ |
| 1.  | «I’ll Love You Till the Day I Die»        | Крис Стэплтон, Родни Кроуэлл                   | 4:11         |
| 2.  | «My Heart Was a Dancer»                   | Вилли Нельсон, Buddy Cannon                    | 3:11         |
| 3.  | «Energy Follows Thought»                  | Нельсон, Cannon                                | 3:18         |
| 4.  | «Dreamin' Again»                          | Jack Wesley Routh and Douglas Graham           | 3:57         |
| 5.  | «I Don't Go to Funerals»                  | Нельсон, Cannon                                | 2:27         |
| 6.  | «A Beautiful Time»                        | Shawn Camp                                     | 4:57         |
| 7.  | «We’re Not Happy (Till You’re Not Happy)» | Camp and Charles R. Humphrey III               | 3:17         |
| 8.  | «Dusty Bottles»                           | Jim “Moose” Brown, Scotty Emerick, Don Sampson | 3:31         |
| 9.  | «Me and My Partner»                       | Ken Lambert                                    | 2:12         |
| 10. | «Tower of Song»                           | Leonard Cohen                                  | 5:00         |
| 11. | «Live Every Day»                          | Нельсон, Cannon                                | 3:12         |
| 12. | «Don't Touch Me There»                    | Нельсон, Cannon                                | 2:38         |
| 13. | «With a Little Help from My Friends»      | Джон Леннон, Пол Маккартни                     | 3:43         |
| 14. | «Leave You With a Smile»                  | Cannon, Bobby Terry, Matt Rossi                | 3:42         |

## Чарты
| Чарт (2022)                              | Высшая позиция |
| ---------------------------------------- | -------------- |
| Австралия (Country Albums, ARIA)         | 8              |
| Австрия (Ö3 Austria)                     | 49             |
| Бельгия/Фландрия (Ultratop)              | 100            |
| Нидерланды (Album Top 100)               | 74             |
| Германия (Offizielle Top 100)            | 44             |
| Шотландия (Scottish Albums Chart)        | 14             |
| Швейцария (Schweizer Hitparade)          | 19             |
| Великобритания (UK Country Albums Chart) | 2              |
| Великобритания (UK Digital Albums Chart) | 26             |
| США (Billboard 200)                      | 100            |
| США (Billboard Top Country Albums)       | 13             |